# Multiwinia
 (février 2015).
Si vous disposez d'ouvrages ou d'articles de référence ou si vous connaissez des sites web de qualité traitant du thème abordé ici, merci de compléter l'article en donnant les références utiles à sa vérifiabilité et en les liant à la section « Notes et références ».
Multiwinia est une version de Darwinia sortie en septembre 2008 développé par Introversion Software qui intègre plusieurs modes multijoueur rassemblant jusqu'à quatre joueurs.

## Bêta-test
Avant sa sortie officielle, une bêta-test fermée a été lancée en mars 2008.